# Catuto
El catuto o multrun (en llengua mapudungun, mültrün) és un pa tradicional de la gastronomia maputxe que consisteix en una massa feta amb grans de blat triturats i cuits i pelats o també de blat mote. Tenen forma plana o cilíndrica i allargada, semblant a una rombe llarg i arrodonit. Quan el blat ja estigui cuit, després de donar-los forma, o bé se submergeixen uns pocs minuts en aigua bullent o es fregeixen. Es mengen freds, untats amb mel o melmelada.
Es pot condimentar amb un picant elaborat amb bitxo amb el nom merkén.